# アサシン クリード クロニクル
アサシン クリード クロニクル（英: Assassin's Creed Chronicles）は、アサシン クリードシリーズのスピンオフとなるシリーズ作品。本シリーズは三部作となり、Climax Studiosとユービーアイソフトモントリオールスタジオが開発を担当している。新たな主人公たちやデザイン、2.5Dのブラシ塗りで表現されたビジュアルが導入されている。フリーランやイーグルダイブといったシリーズお馴染みのアクションはもちろん、『アサシン クリード ユニティ』で追加された中腰移動、隠れ場所から隠れ場所を素早く移動する新アクションも導入され、ステルスを重視したゲームデザインとなっている。

## チャイナ
『アサシン クリード クロニクル チャイナ』（英: Assassin's Creed Chronicles: China）は、北米において2015年4月21日、日本において2015年4月22日に発売された。対応プラットフォームはPlayStation 4、Xbox One、Microsoft Windows。『ユニティ』のシーズンパス（現在は配信停止）を購入していたユーザーは無料ダウンロードが可能となっている。
本作はこれまでCEROのレーティングがZ（18才以上のみ対象）と付けられたシリーズ作品では初のC（15才以上対象）と付けられたシリーズとなった。
チャイナでは明朝時代の1526年、映像作品アサシン クリード エンバースにも登場した中国のアサシン、シャオ・ユンが主人公となる。
2019年10月より、チャイナ編の内容を基にしたコミカライズ版が『アサシン クリード チャイナ』のタイトルで開始。『月刊サンデージェネックス』（小学館）にて倉田三ノ路作画で2019年11月号より2021年7月号まで連載。コミカライズ版ではゲーム本編の内容と平行する形で、シャオ・ユンの子孫が登場する現代編の描写が独自に追加されている。

## インディア
『アサシン クリード クロニクル インディア』は、日本において2016年1月12日に発売された。
インディアではシク王国が東インド会社と戦争中の1841年、インドのアサシン、アルバーズ・ミールが主人公となる。

## ロシア
『アサシン クリード クロニクル ロシア』は、日本において2016年2月25日に発売された。
ロシアでは十月革命直後の1918年、コミック作品『Assassin's Creed: The Fall』にも登場したロシアのアサシン、ニコライ・オレロフが主人公となる。

## パッケージ版
パッケージ版は日本において2016年2月25日にPS4に加え、PlayStation Vitaで発売された。